# 교황 스테파노 4세
교황 스테파노 4세(라틴어: Stephanus PP. IV, 이탈리아어: Papa Stefano IV)는 제97대 교황(재위: 816년 6월 12일 ~ 817년 1월 24일)이다.

## 일대기
스테파노 4세는 로마의 귀족 마리누스의 아들로서, 그의 가문은 훗날 교황 세르지오 2세와 교황 하드리아노 2세를 배출하였다. 교황 하드리아노 1세가 재위하던 시기에 스테파노는 어린 시절부터 라테라노 궁전에서 자랐으며, 스테파노의 바로 전임 교황이었던 교황 레오 3세에 의해 차부제로 서품받았으며 나중에는 부제가 되었다. 레오 3세가 선종한 지 10일 후에 수많은 로마 시민의 호위 속에 스테파노는 성 베드로 대성전에 들어가 816년 6월 22일 주교로 수품되어 교황이 되었다. 로마의 성직자들이 스테파노 4세의 선출을 이토록 신속하게 진행한 이유는 신성 로마 제국의 황제가 교황 선출에 간여하지 못하도록 하기 위함이었던 것으로 여겨진다.
스테파노 4세는 교황좌에 착좌한 직후 곧바로 로마 시민들에게 프랑크 국왕이자 신성 로마 제국의 황제 루트비히 1세에게 충성을 맹세할 것을 지시하였다. 그런 다음에 그는 루트비히 1세에게 자신이 선출되었다는 소식과 더불어 조속한 시일 내에 만날 것을 통지하는 특사들을 파견하였다. 루트비히 1세의 초청을 받은 스테파노 4세는 816년 8월 랑고바르드의 왕 베른하르트의 호위를 받으며 로마를 떠나 알프스 산맥을 넘어 갔다. 그 해 10월 초에 스테파노 4세와 루트비히 1세는 랭스에서 만났으며, 루트비히 1세는 스테파노 4세 앞에 세 번 엎드려 절하였다. 816년 10월 5일 주일 미사에서 스테파노 4세는 루트비히 1세를 도유하고, 그의 머리에 황제의 관을 씌워 그를 콘스탄티누스 대제의 뒤를 잇는 황제로 공식 선포하였다. 동시에 스테파노 4세는 루트비히 1세의 아내인 헤스바예의 에르망가르데의 머리에도 관을 씌워 황후로 선언하였다. 루트비히 1세의 대관식은 800년 카롤루스 대제가 교황 레오 3세에 의해 황제로 선언된 이래 두 번째 선례가 되어 중세기에 큰 사건에 되었다. 이 일은 황제가 즉위하는 과정에서 교황이 어떠한 역할을 해야 하는지에 대한 논쟁이 일어난 와중에 이루어졌다.

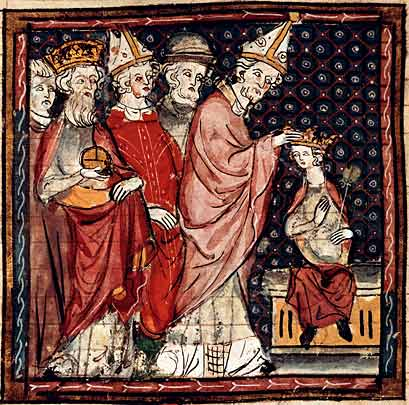
루트비히 1세에게 황제의 관을 씌워주는 교황 스테파노 4세.

황제 대관식을 마친 루트비히 1세는 스테파노 4세에 대한 보답으로 로마 교회에게 방데브르쉬르바르즈를 비롯한 사유지를 포함한 많은 선물을 안겨다 주었다. 교황과 황제는 또한 로마 교회가 누리는 특권들과 더불어 최근 건국된 교황령의 존재와 지속적인 존치를 확인하는 조약을 체결하였다. 스테파노 4세는 또한 오를레앙의 테오둘프 주교를 대주교로 승품시키고, 루트비히 1세에게 전임 교황 레오 3세의 재위기간 초기에 폭동을 일으켜 로마에서 추방된 모든 정치범에게 자유를 줄 것을 요청하였다. 스테파노 4세는 루트비히 1세에게 크로데강의 규칙에 따라 살았던 성직자들을 위한 개혁을 시행할 것을 요청하였다. 여기에는 여자 수도자들이 남자 수도자들이 머무는 수도원과 따로 떨어진 수녀원에 머물러야 한다는 것과 더불어 수도자들은 반드시 공동으로 재산을 소유해야 한다는 것 등이 포함되었다. 또한 그는 수도자들이 음식과 포도주를 얼만큼 소비해야 하는지에 대해서도 기준을 마련하였다.
스테파노 4세는 랭스에서 되돌아오는 중에 라벤나를 잠시 방문하고서 816년 11월이 끝나기 전에 로마에 도착하였다. 로마에 돌아온 스테파노 4세는 평신도 귀족보다 성직자를 더 중시했던 전임 교황 레오 3세의 정책을 중단하였다. 그 해 12월에는 전통에 따라 사제들과 주교들의 서품식을 집전하였으며, 파르파 수도원에게는 매년마다 10솔리디를 로마 교회에 지불하는 것은 물론 매일 수사들이 “주님, 자비를 베푸소서.”(Kyrie Eleisons)를 100번 바치는 조건으로 토지 보유를 허락해 주었다. 스테파노 4세는 817년 1월 24일에 선종하였으며, 시신은 성 베드로 대성전에 안장되었다.